# Frederick (Oklahoma)
Frederick é uma cidade localizada no estado norte-americano de Oklahoma, no Condado de Tillman.

## Demografia
Segundo o censo norte-americano de 2000, a sua população era de 4637 habitantes.
Em 2006, foi estimada uma população de 4173, um decréscimo de 464 (-10.0%).

## Geografia
De acordo com o United States Census Bureau tem uma área de
12,8 km², dos quais 12,8 km² cobertos por terra e 0,0 km² cobertos por água. Frederick localiza-se a aproximadamente 398 m acima do nível do mar.

## Localidades na vizinhança
O diagrama seguinte representa as localidades num raio de 24 km ao redor de Frederick.